# Tamsweg (distrito)
| Distrito de Tamsweg                                       |                                          |
| Estado                                                    | Salzburgo                                |
| Capital                                                   | Tamsweg                                  |
| Área                                                      | 1020 km²                                 |
| População                                                 | 20.320 habitantes (1 de janeiro de 2019) |
| Densidade                                                 | 20 hab./km²                              |
| Website                                                   | Site oficial                             |
| Localização de Distrito de Tamsweg no estado de Salzburgo |                                          |
|                                                           |                                          |

Tamsweg (em alemão: Bezirk Tamsweg) é um distrito da Áustria, localizado no estado de Salzburgo. 

## Municípios
Tamsweg possui 15 municípios, sendo 3 com direito de mercado (Marktgemeinde) e o restante municípios comuns.

### Mercados (Marktgemeinde)
- Mauterndorf
- St. Michael im Lungau
- Tamsweg

### Municípios
- Göriach
- Lessach
- Mariapfarr
- Muhr
- Ramingstein
- St. Andrä im Lungau
- St. Margarethen im Lungau
- Thomatal
- Tweng
- Unternberg
- Weißpriach
- Zederhaus